# Dolina Małego Szerokiego

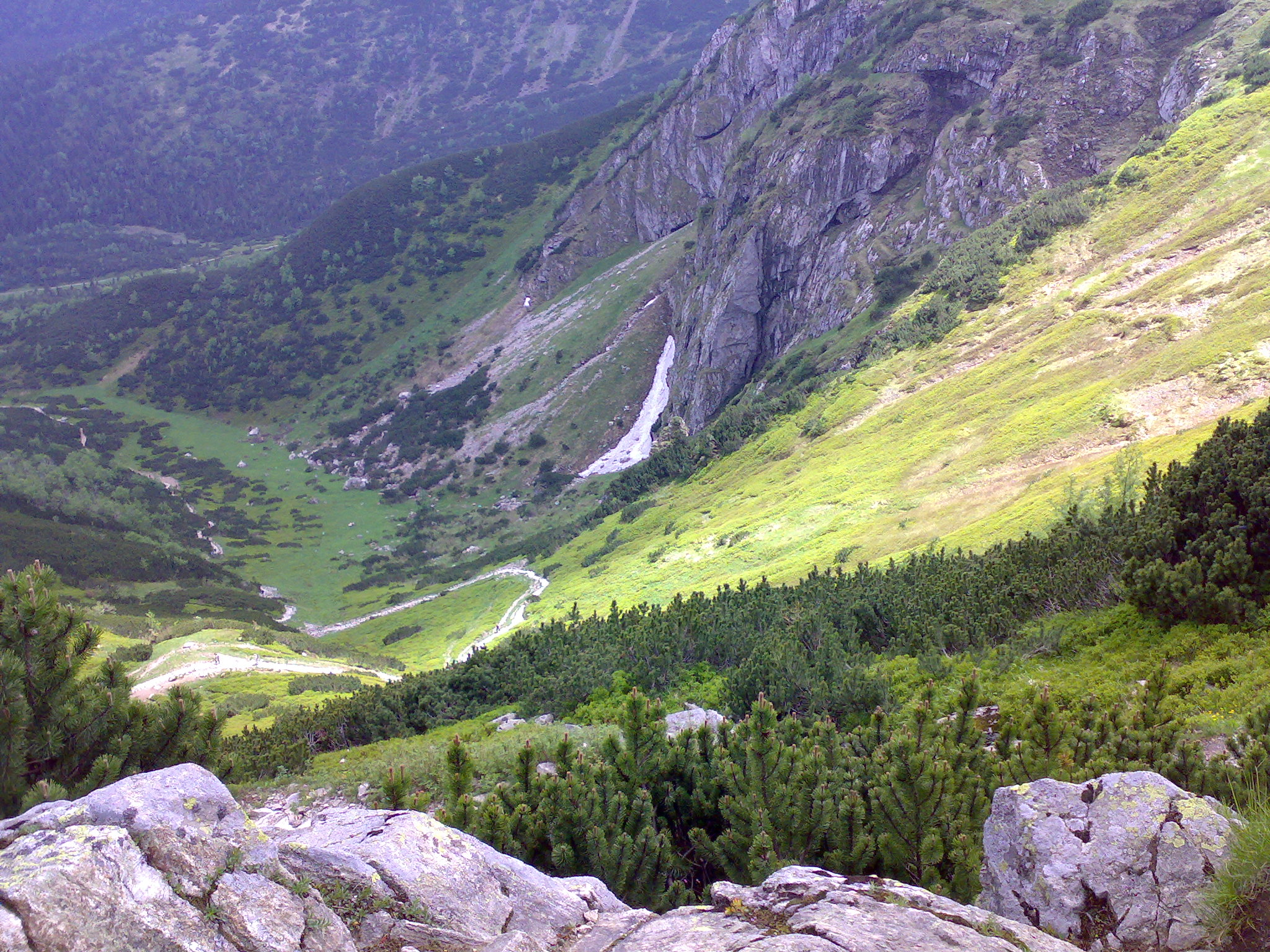
Blick vom Wanderweg

Die eiszeitlich durch Gletscher geformte Dolina Małego Szerokiego ist ein Tal in der polnischen Westtatra in der Woiwodschaft Kleinpolen. Es befindet sich auf dem Gemeindegebiet von Zakopane im Powiat Tatrzański.

## Geographie
Das Tal ist ein südliches Seitental der Dolina Kondratowa, eines Seitentals der Dolina Bystrej, und ist von bis zu 2005 Meter hohen Bergen umgeben, u. a. der Kopa Kondracka. Die Felswände im Tal sind aus Kalkstein, in denen sich zahlreiche Höhlen befinden, unter anderem die Jaskinia w Piekle.
Das Tal fällt von Südwesten nach Nordosten von ungefähr 2005 Höhenmetern auf 1300 Höhenmeter herab. Es wird von keinem oberirdischen Gewässer durchflossen. Nach starken Regenfällen bildet sich ein nicht benannter Gebirgsbach.

## Etymologie
Der Name lässt sich übersetzen als „Tal des Kleinen-Breiten“. 

## Flora und Fauna
Das Tal liegt oberhalb der Baumgrenze und wird von Bergkiefern bewachsen. Das Tal ist Rückzugsgebiet für zahlreiche Säugetiere und Vogelarten.

## Klima
Im Tal herrscht Hochgebirgsklima.

## Almwirtschaft
Vor der Errichtung des Tatra-Nationalparks im Jahr 1954 wurde das Tal für die Almwirtschaft genutzt. Danach wurden die Eigentümer der Almen enteignet bzw. zum Verkauf gezwungen. Die größte Alm im Tal war die Hala  Kondratowa.

## Tourismus
Durch das Tal führt ein Wanderweg. 
- ▬ Droga Brata Alberta: Zakopane-Kuźnice – Kalatówki-Berghotel – Kondratowa-Hütte – Kondracka Przełęcz – Giewont